# Supermikrochirurgie

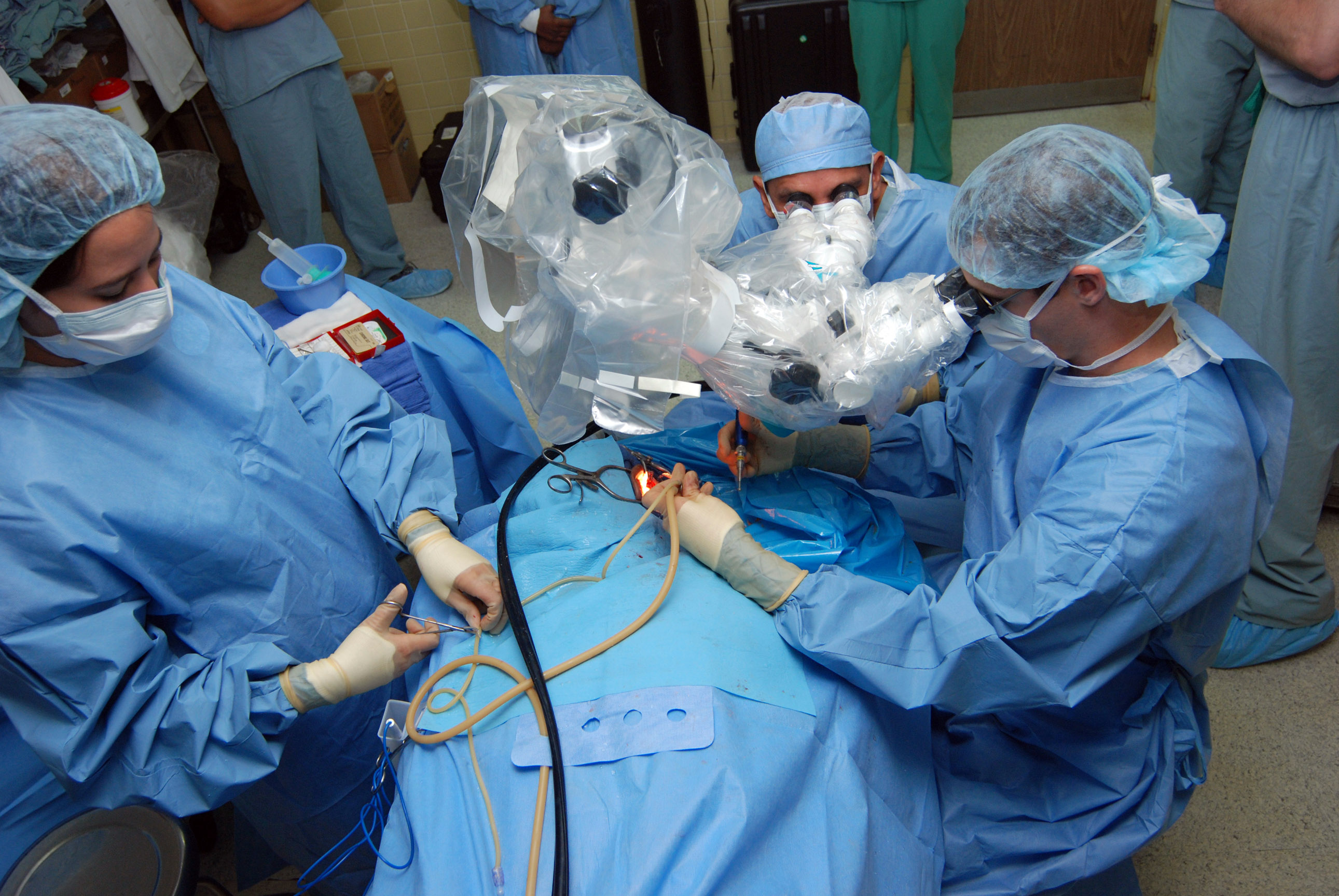
Operationsmikroskop

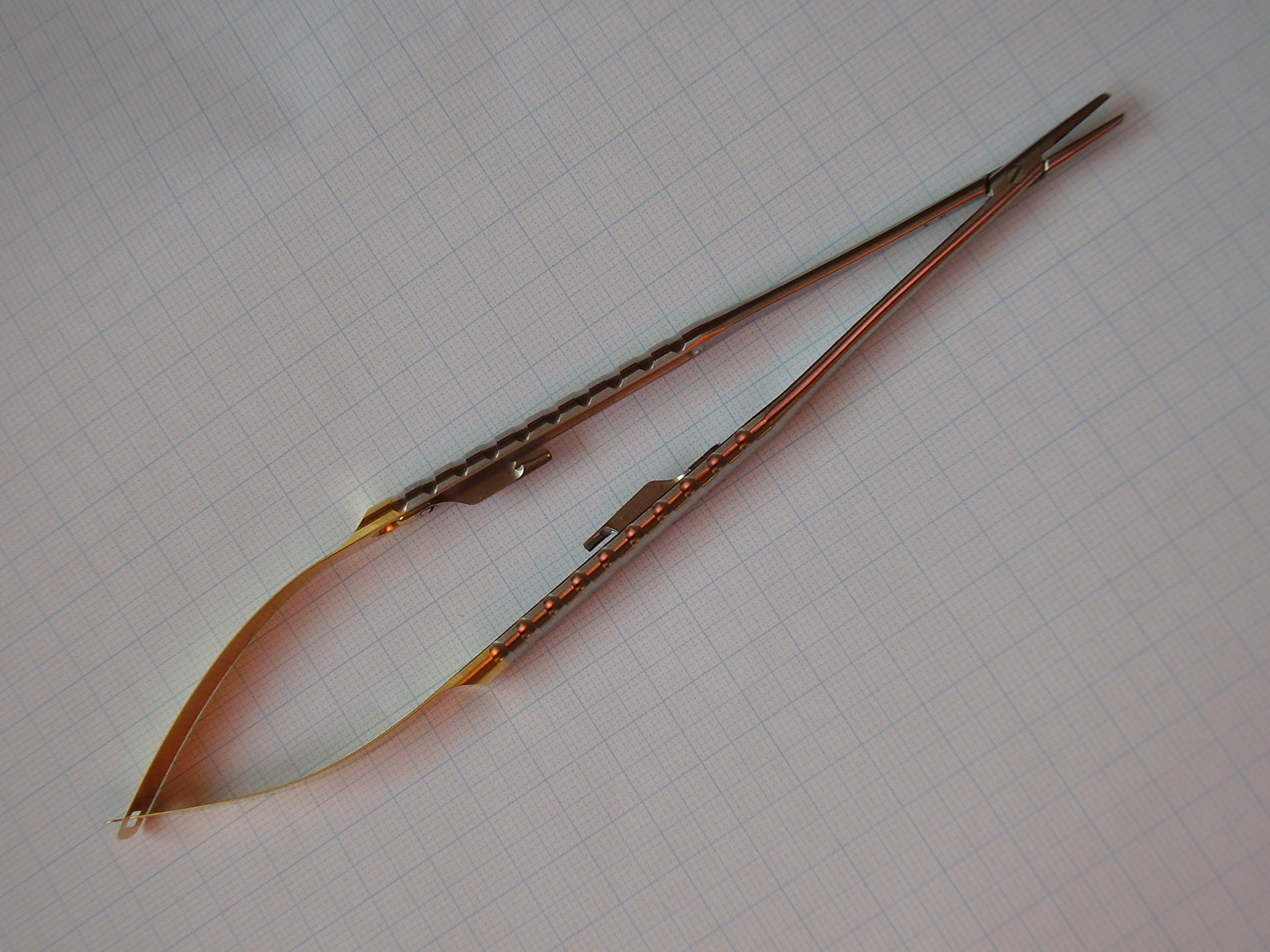
Mikrochirurgischer Nadelhalter

Die Supermikrochirurgie ist eine neue Technik und Weiterentwicklung der Mikrochirurgie, die es erlaubt, sehr kleine Gefäße (z. B. Arterien, Venen und Lymphgefäße) mit einem Durchmesser von unter 1 mm (0,3 –  0,8 mm) zu präparieren und miteinander zu vernähen. Die Methode erweitert die chirurgischen Möglichkeiten, Weichteildefekte nach Unfällen, Tumorentfernung oder bei chronischen Wunden mit freien Gewebetransfers (sog. Lappenplastiken) zu schließen. Voraussetzung sind besonders feine Operationsinstrumente und Mikroskope mit bis zu 40facher Vergrößerung. Es werden äußerst dünne Nahtmaterialien benutzt, die nach der USP-Einteilung eine Stärke von 12-0 besitzen, das heißt kleiner als 0,1 mm.

## Anwendungsgebiete

### Perforator flaps
Gegenwärtige Anwendungsgebiete sind z. B. Replantationen einer abgetrennten Fingerkuppe, und die kleinsten Gefäßanastomosen von Venen und Arterien bei freiem Gewebetransfer, sog. Perforator-zu-Perforator-Anastomosen. Perforatoren sind kleinste Blutgefäße, die einen Muskel oder eine Bindegewebsscheide vertikal in Richtung der darüberliegenden Haut und Unterhaut durchdringen.

### DIEP- und SCIA-Lappenplastik
Die sogenannten freien Gewebelappen werden vollständig von ihrem Herkunftsort abgelöst und am Zielort neu eingepflanzt. Beispiele für freie Lappenplastiken mit Perforatoranastomosierung sind die DIEP-Lappenplastik (deep inferior epigastric perforator), die anterolaterale Oberschenkellappenplastik (ALT), SCIA-Lappenplastiken (superficial circumflex iliac artery perforator) und die Unterschenkelperforatorlappenplastik (medial sural perforator). Die Perforator-zu-Perforator-Technik beugt potentiellen Komplikationen der Gewebeentnahmestellen („Hebedefektmorbidität“) vor und verkürzt die Operationszeit.

### Lymphgefäße
Ein anderes mögliches Einsatzgebiet ist die Behandlung von Lymphödemen der oberen oder unteren Extremität etwa nach Operationen oder Strahlentherapie.

Durch die Naht mehrerer Lymphgefäße an oberflächliche Venen kann der Abfluss der Lymphe aus der schmerzhaft geschwollenen Körperregion erreicht werden. Darüber hinaus können körpereigene Lymphknoten aus einer gesunden Spenderregion gehoben werden und im gestauten Abstromgebiet verpflanzt werden. Damit die Lymphknoten in der Empfängerregion einheilen, wird ihre eigene Blutversorgung mit einer Vene und einer Arterie verbunden. Auf diese Weise kann der Lymphknoten in der neuen Empfängerregion die Drainage übernehmen.